# ALBA Esports
ALBA Esports SAGA（英語: ALBA Esports SAGA、略称：ALBA)は、日本で2020年9月25日に発足したプロゲーミングチーム。Eスポーツチームとして社会問題や地域問題の解決に大きく貢献し、Eスポーツが社会で認められていく様々な「きっかけを作ったチーム」と成ることを目指し活動を行っている。ここではチーム及び所属するメンバーについて記載する。

## 概要
2021年1月にFortnite部門の1部門で構成されたプロゲーミングチームとして設立。チームの運営は株式会社ALBAによって行われ、代表取締役は「ALBA Aki」こと田原知明。田原知明は同時にチームオーナーでもある。

## 略歴
2020年
- 9月25日：前身となるSwitch Clan ALBA を発足。部門は「Fortnite」部門。
- 11月20日 - 12月20日：「ALBA杯」の予選が開催。
- 12月26日：「ALBA杯」の決勝が開催。

2021年
- 1月2日：現体制のeスポーツチームALBA E-sportsが活動を開始。
- 2月16日：ALBA SCRIMの運営を開始。
- 7月31日：ALBA U12&ROOKIESを発足[2]。
- 9月3日：株式会社GameWithとのスポンサーシップ契約を締結[3]。
- 9月5日：「FNCS GRAND FINALS C2S7」1位を獲得[4]。
- 9月5日：プロゲーミングチームとなる[5]。
- 10月15日：ALBA ASIAを発足。
- 10月31日：「FNCS GRAND FINALS C2S8」1位を獲得[6]。
- 12月9日：株式会社ユニットコムの「LEVEL ∞」とスポンサー契約締結[7][8]。

2022年
- 1月19日：パーク24所属【髙藤直寿選手】とアンバサダー契約を締結[9]。ALBA Tを発足。
- 2月11日：ALBA Designer teamを発足。
- 3月25日 - 26日：「RIZAP×ALBA SCRIM[10]」を開催。
- 3月28日：「建築なし大会[11]」を開催。
- 5月12日：ALBA ASIAの活動休止[12]。
- 7月28日：木村情報技術株式会社とスポンサー契約締結

2023年
- 4月21日：AJSを設立
- 9月20日：ASIA最高峰のスクリム、「ALBA JAPAN SERIES」プレシーズンを開幕[13]
- 10月13~15日：AJS(ALBA Esports)から7名世界大会に出場
- 10月15日：「GLOBAL CHAMPIONSHIP 2023 GRAND FINALS」で総合5位を獲得[14]

## 所属メンバー

### Fortnite部門
| 名前          | 読み                     | 英語表記       | 加入年月日     | 役割   | 配信    | 前所属  | 備考                                |
| ------------- | ------------------------ | -------------- | -------------- | ------ | ------- | ------- | ----------------------------------- |
| Melon         | メロン                   | MELON          | 2021年1月2日   | Player | YouTube | -       | -                                   |
| そふぃあ      | -                        | SOFIA          | 2021年1月2日   | Player | YouTube | -       | -                                   |
| 3peace・3Bros | スリーピース・スリーブロ | 3PEACE・3BROS  | 2021年1月9日   | Player | YouTube | -       | -                                   |
| Jaemon        | ジャエモン               | JAEMON         | 2021年1月10日  | Player | YouTube | -       | -                                   |
| ひろ          | -                        | HIRO           | 2021年2月16日  | Player | YouTube | -       | -                                   |
| ROCCA         | ロッカ                   | ROCCA          | 2021年2月20日  | Player | YouTube | -       | -                                   |
| Maesar        | マエサー                 | MAESAR         | 2021年8月11日  | Player | YouTube | -       | -                                   |
| まいぽり      | -                        | MIPOLI         | 2021年10月1日  | Player | YouTube | -       | -                                   |
| たかちゃん    | -                        | TAKACHAN       | 2021年10月1日  | Player | YouTube | -       | -                                   |
| Otome         | オトメ                   | OTOME          | 2021年10月1日  | Player | YouTube | -       | -                                   |
| むーこにっく  | -                        | MUUCONIQ       | 2021年10月17日 | Player | YouTube | -       | 2022年3月13日にALBA RからALBAに昇格 |
| yuma          | ユマ                     | YUMA           | 2021年10月17日 | Player | YouTube | -       | 2022年3月13日にALBA RからALBAに昇格 |
| 猫愛好家れん  | ネコアイコウカレン       | NEKOAIKOUKAREN | 2022年1月19日  | Player | YouTube | -       | -                                   |
| Riam          | リアム                   | RIAM           | 2022年1月19日  | Player | YouTube | -       | -                                   |
| Arkrin        | アークリン               | ARKRIN         | 2022年1月19日  | Player | YouTube | -       | -                                   |
| miya          | ミヤ                     | MIYA           | 2022年1月19日  | Player | YouTube | Nester- | -                                   |

### Streamers部門
| 名前 | 読み   | 英語表記 | 加入年月日    | 役割     | 配信    | 前所属 | 備考 |
| ---- | ------ | -------- | ------------- | -------- | ------- | ------ | ---- |
| Pols | ポルス | POLS     | 2021年4月26日 | Streamer | YouTube | HYG    |      |

### かつて所属していたメンバー
ろっか　　　　　　　　　　　streamer   YouTube   BB
Fortnite部門
- paco (2021年1月3日)-(2021年9月5日)一身上の都合により脱退
- りゅひ (2021年1月3日)-(?)
- ねじ (2021年1月4日)-(?)
- HANTA (2021年1月4日)-(?)
- いぐる (2021年1月9日)-(2022年4月10日)
- Raifer (2021年1月9日)-(?)
- Flot0r (2021年1月10日)-(2022年4月10日)
- りゅーちゃん (2021年1月11日)-(?)
- ぷるん (2021年1月11日)-(?)
- だんご (2021年1月13日)-(?)
- Xen (2021年1月13日)-(?)
- ちょこねこ (2021年1月14日)-(?)
- Taka (2021年1月15日)-(?)
- L4ex (2021年1月25日)-(?)
- iNyy (2021年2月16日)-(?)
- totot (2021年2月20日)-(?)
- Monster (2021年6月13日)-(2021年12月23日)
- KUREN (2021年10月1日)-(2022年4月10日)
- zagou
- merem

## 出場大会
出場した大会のうち、上位入賞したものを抜粋して記載する。

### Fortnite
| 開催年月日 | 大会名 | 順位・賞金 | 出場選手 | 備考 |
| ---------- | ------ | ---------- | -------- | ---- |
| 2021年     |        |            |          |      |

## 開催イベント
2022年
- 3月25日 - 26日：「RIZAP×ALBA SCRIM[10]」を開催。
- 3月28日：「建築なし大会[11]」を開催。